# Eine glückliche Scheidung
Eine glückliche Scheidung (Originaltitel: Phffft) ist ein amerikanischer Spielfilm aus dem Jahr 1954 von Mark Robson.

## Handlung
Nina und Robert sind seit acht Jahren verheiratet und ihre Ehe gerät in eine Krise. Nachdem sie sich zuerst haben scheiden lassen, gehen die beiden Beziehungen mit anderen Partnern ein. So lernt Nina Charlie kennen und Robert Janis. Zum Schluss kommen die beiden sich beim gemeinsamen Tanzen doch wieder näher und beschließen, wieder zu heiraten.

## Kritik
„Ein sehr amerikanisches Lustspiel mit kessen Sprüchen über Ehe und Sex. Die gute Besetzung garantiert brauchbare Unterhaltung.“